# Sobradinho Esporte Clube
El Sobradinho EC es un equipo de fútbol de Brasil que juega en el Campeonato Brasiliense, la primera división del Distrito Federal de Brasil.

## Historia
Fue fundado el 1 de enero de 1975 en la ciudad de Sobradinho del Distrito Federal de Brasil por un grupo de tres empleados ferroviarios de una compañía del barrio Bom Retiro junto a otras personas consideradas co-fundadoras del club luego de ver un partido de SC Corinthians Paulista.
En sus inicios participaba en pocas ocasiones en torneos oficiales por los problemas financieros en los que estaba por el poco apoyo que recibía. En 1978 se vuelve un equipo profesional y en 1985 consigue su primer título del Campeonato Brasiliense al vencer en la final a Taguatinga EC con marcador de 2-0. En ese mismo año juega en el Campeonato Brasileño de Serie B por primera vez en donde fue eliminado en la primera ronda por el Americano FC. El club se mantuvo hasta 1989 en la segunda categoría luego de descender al Campeonato Brasileño de Serie C, liga en la que estuvo hasta 1996.
En 1996 el club pasa a llamarse Botafogo Sobradinho luego de hacer un convenio con el Botafogo FR de Río de Janeiro con el fin de transformar al club en un equipo filial, aunque regresó a su nombre original un año después.

## Palmarés
- Campeonato Brasiliense: 3

1985, 1986, 2018
- Brasiliense Serie B: 2

1960, 2003

## Jugadores

### Jugadores destacados
- Dimba